# 五福地区
五福地区（ごふく）は、富山県富山市の地区である。呉羽丘陵の東側にあり、富山大学五福キャンバスが存在する。

## 概要
北側は桜谷地区、東側は神通川を跨いで愛宕地区と総曲輪地区、南側は神明地区、西側は呉羽地区と古沢地区に隣接している。

## 地理
西端を神通川、東側を呉羽丘陵に挟まれている。また、呉羽丘陵はかなりの急壁となっている。
- 河川 神通川、牛ヶ首用水、井田川
- 山 呉羽丘陵

## 町名
公称町名が12つ、通称町名が24つある。

### 公称町名
- 安養坊
- 金屋
- 五福
- 下野
- 下野新
- 寺町
- 寺町けや木台
- 鵯島
- 南台
- 文京町一丁目
- 文京町二丁目
- 文京町三丁目

### 通称町名
- 金屋1区
- 金屋2区
- 金屋3区
- 金屋4区
- 五福1区の1
- 五福1区の2
- 五福2区
- 五福3区
- 五福4区
- 五福5区
- 五福6区
- 五福8区
- 五福9区
- 五福10区
- 五福新町
- 五福末広町
- 寺町1区
- 寺町2区
- 寺町3区
- 寺町4区
- 寺町6区
- 鵯島1区
- 鵯島2区
- 鵯島3区

## 歴史
- 1889年（明治22年）4月1日 - 町村制施行に伴い婦負郡五福村、舟橋町村、下野新村、下野村（一部）、金屋村（一部）、寺町村（一部）、鐚島村（一部）が合併し、東呉羽村が発足。
- 1909年（明治42年）4月1日 - 大字舟橋町（一部）・鵯島（一部）を分離し富山市に編入。
- 1926年（大正15年）7月1日 - 富山市に編入。

## 教育
- 富山大学五福キャンバス
- 富山県立富山工業高等学校
- 富山市立西部中学校
- 富山市立五福小学校

## スポーツ
- 県営富山野球場
- 富山県五福公園陸上競技場

## 公園
- 富山県五福公園
- 呉羽丘陵多目的広場

## 商業施設
- 五福ショッピングセンターアリス
- 丸亀製麺富山五福店
- 大阪屋ショップハロー店

## 交通
- 富山軌道線呉羽線-1系統、2系統-富山トヨペット本社前（五福末広町）停留場、大学前停留場
- 高山本線-西富山駅

## 参考出典
- 『富山県の地名』平凡社